# Kenny „Beedy Eyes“ Smith
Kenny „Beedy Eyes“ Smith ist ein US-amerikanischer Bluesmusiker (Schlagzeug, Piano, Mundharmonika, Gesang), Songwriter und Musikproduzent.

## Biografie
Der Sohn des Schlagzeugers Willie „Big Eyes“ Smith wuchs in Chicago auf. Mit seinem Vater hatte er einen herausragenden Lehrer an den Drums. Zu seinen weiteren Vorbildern zählt er Odie Payne, Fred Below, Louie Bellson, Art Blakey, Clifton James und viele andere. Seinen Spitznamen „Beedy Eyes“ erhielt er in Anlehnung an den Spitznamen seines Vaters, „Big Eyes“. In dem Haus, in dem Smith seine Kindheit verbrachte und in dem zuvor Muddy Waters gewohnt hatte (heute das Muddy Waters MOJO Museum), waren ständig Bluesmusiker wie Muddy Waters, Jerry Portnoy, Guitar Junior, Bob Margolin und Pinetop Perkins zu Gast, die mit seinem Vater Blues spielten.
Mit vier Jahren begann Smith, Schlagzeug zu spielen. 1996 machte er seine ersten Aufnahmen als Sänger und Schlagzeuger. Neben der Arbeit mit seinen eigenen Bands und als Sessionmusiker und Sideman war Smith seit 2001 Mitglied der Band The Cash Box Kings.
Im Laufe seiner Karriere spielte Smith tausende Konzerte und ist auf den Aufnahmen zahlreicher Bluesmusiker zu hören. Unter anderem musizierte Smith mit Buddy Guy, Taj Mahal, Keb’ Mo’, Lurrie Bell, Tail Dragger, Kim Wilson, Bob Stroger und vielen mehr.

## Auszeichnungen (Auswahl)
Grammy Awards
- 2010: Das Album Chicago Blues: A Living History, an dem er mitwirkte, war in der Kategorie „Best Traditional Blues Album“ nominiert[6]
- 2011: Joined at the Hip von Pinetop Perkins und Willie „Big Eyes“ Smith gewann in der Kategorie „Best Traditional Blues Album“[6]
- 2012: Eigene Nominierung in der Kategorie „Best Blues Album“ für And Still I Rise des Heritage Blues Orchestra[7]

Blues Music Awards
- 2021, 2023, 2024, 2025: „Blues Instrumentalist – Drum“[8]

## Diskografie (Auswahl)
- 2014: Keepin’ It Together (Big Eye Records)  – Bob Stroger & Kenny „Beedy Eyes“ Smith
- 2019: Drop the Hammer (Big Eye Records)  – Kenny „Beedy Eyes“ Smith & The House Bumpers
- 2024: Blues Scouts (Big Eye Records)  – Kenny „Beedy Eyes“ Smith & The Chicago Blues Lifters